# The Episodes
The Episodes es el sexto álbum de estudio de la banda de metal alternativo Taproot. Fue lanzado el 12 de abril de 2012 al Victory Records. El álbum alcanzó el puesto no. 21 en las listas Billboard Hard Rock con "No Surrender" alcanzando el no. 38 en la de EE. UU. Principal. Listas de rock. Este es el último álbum con el baterista Nick Fredell y guitarrista de toda la vida de Mike DeWolf.

## Lista de canciones
1. "Good Morning" – 4:36
2. "No Surrender" – 4:25
3. "Lost Boy" – 4:21
4. "Memorial Park" – 4:42
5. "The Everlasting" – 3:48
6. "Around the Bend" – 4:01
7. "A Kiss from the Sky" – 3:26
8. "Strange & Fascinating" – 4:10
9. "A Golden Grey" – 4:00
10. "We Don't Belong Here" – 4:27

## Personal
- Stephen Richards - voz, guitarra
- Mike DeWolf - guitarra
- Phil Lipscomb - bajo
- Nick Fredell - batería